# Ocampo (Camarines Sur)
Ocampo ist eine philippinische Stadtgemeinde in der Provinz Camarines Sur. Sie hat 45.934 Einwohner (Zensus 1. August 2015).

## Baranggays
Ocampo ist administrativ in 25 Baranggays unterteilt.
| - Ayugan - Cabariwan - Cagmanaba - Del Rosario - Gatbo - Guinaban - Hanawan - Hibago - La Purisima Nuevo - May-Ogob - New Moriones - Old Moriones - Pinit | - Poblacion Central - Poblacion East - Poblacion West - Salvacion - San Antonio - San Francisco - San Jose Oras - San Roque Commonal - San Vicente - Santa Cruz - Santo Niño - Villaflorida |